# Servicio Aéreo del Ejército de Nepal
El Servicio Aéreo del Ejército de Nepal es una rama de las Fuerzas Armadas de Nepal. Aunque Nepal no tiene una Fuerza Aérea fija, posee varios aviones dentro de su ejército, también conocido como el Ala de Aire del Ejército de Nepal. Se formó en 1960, pero se convirtió en una unidad de fuerza aérea en 1979, siendo hoy en día una parte del ejército. Tiene capacidades limitadas de combate, ya que sólo unos pocos helicópteros pueden ser armados. El objetivo principal de este elemento de vuelo es el transporte, el uso de paracaidistas y asistencia en caso de una emergencia (por ejemplo, desastres naturales). Aparte de que la 11.ª Brigada del país ha establecido un vuelo VIP desde el aeropuerto de Tribhuvan, en su mayoría los aviones están estacionados en Katmandú, Surkhet y Dipayal.
De 1996 a 2006, el país entabló una guerra civil contra los rebeldes maoístas que se esforzaban por derrocar a la monarquía constitucional y establecer una república. Sus ataques aumentaron desde la masacre de la Familia Real en 2001. Este desarrollo llevó a la necesidad de helicópteros armados. Varios tipos de aviones han entrado en servicio como MI-17s, M28 Skytruck, HAL Lancer y HAL Dhruv. El Reino Unido ha entregado dos Britten-Norman Islanders y dos MI-17 sin cargo alguno. China decidió suministrar un MA-60 (un derivado del Y-7). Nepal también ha comprado helicópteros HAL Cheetah y HAL Chetak. En noviembre de 2014, India dio un HAL Dhruv como parte de un pacto estratégico. No obstante, la Fuerza Aérea no dispone de un número suficiente de unidades.

## Escuela de pilotos
El Servicio Aéreo del Ejército de Nepal tiene su escuela de entrenamiento de pilotos y pilotos de helicóptero desde 2004 dentro de la Brigada Nº 11. Es la única escuela de entrenamiento de pilotos de helicóptero en Nepal.
Junto con los pilotos del servicio aéreo del ejército, la escuela también educa pilotos civiles. La escuela provee entrenamiento usando helicópteros Mil Mi-8, Bell y Ecureuil.